# Redemptoristenkloster Heiligenborn

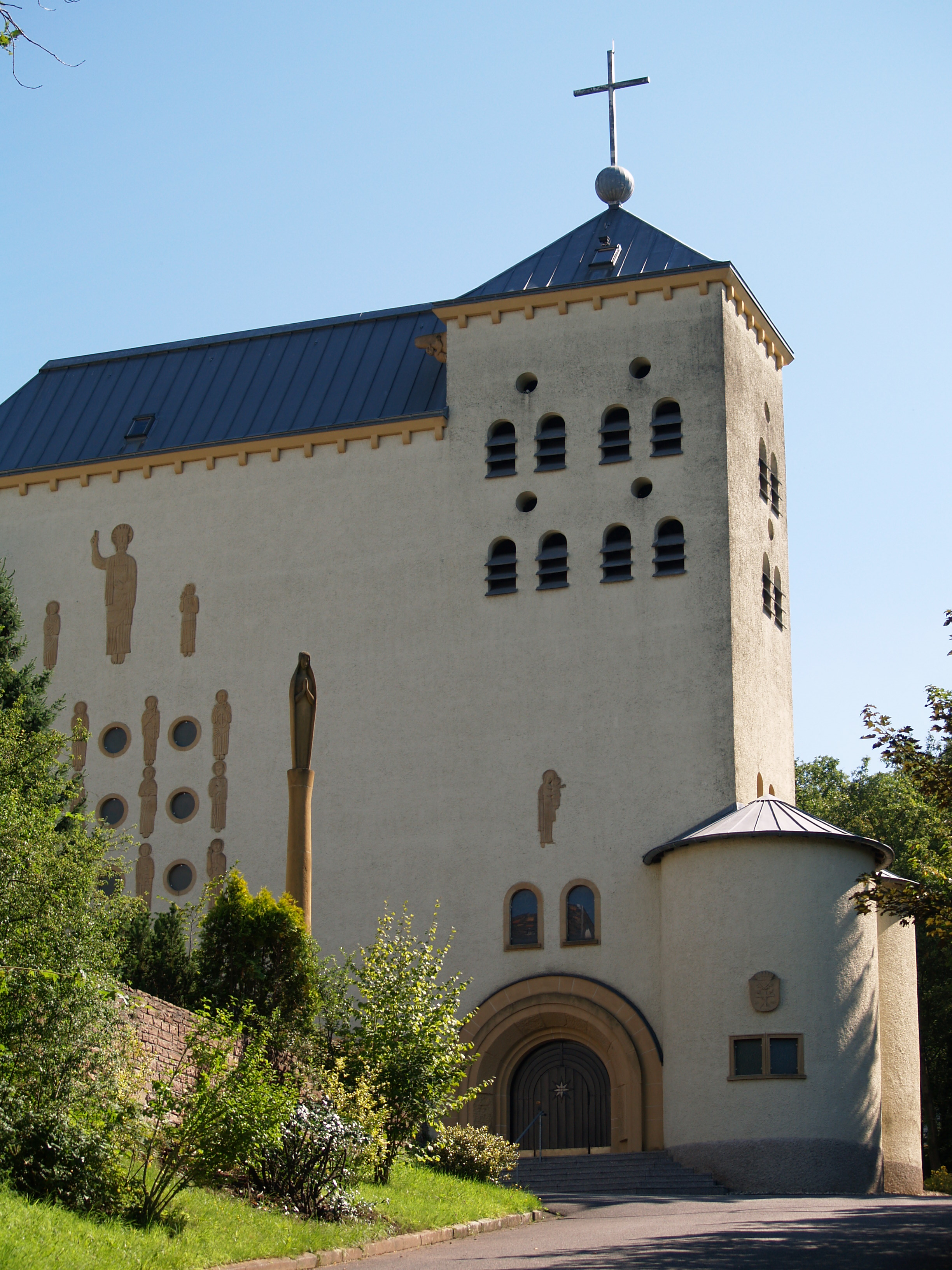
Kloster Heiligenborn, Bous

Das Kloster Heiligenborn über der Saar bei Bous gehörte zur Kölner Provinz der Redemptoristen. Der Orden gab das Kloster im November 2009 auf.

## Gründung
Nach dem Ende des Zweiten Weltkrieges wurden frühere Bestrebungen wieder aufgegriffen, im Saarland eine Ordensniederlassung zu gründen, nicht zuletzt weil sich aus dem bevölkerungsreichen Land zahlreiche Ordensmitglieder rekrutierten. Die Gründung wurde von der damaligen Regierung unter Johannes Hoffmann unterstützt, da diese sich kulturelle und bildungspolitische Impulse durch die Klostergemeinschaft für das im Wiederaufbau befindliche Land erhoffte. Am 13. November 1949 konnte die Einweihung des Klosters in einem ehemaligen HJ-Heim erfolgen. Der Name des Klosters rührte von einer Legende her, der zufolge sich ein früher christlicher Glaubensbote an einer Quelle im Gebiet des heutigen Klosters als Einsiedler niedergelassen habe. Zudem knüpfte das Kloster an die Tradition der am anderen Saarufer gelegenen Prämonstratenserabtei Wadgassen an, die infolge der französischen Revolution aufgehoben worden war.

## Klosterkirche
Da der Kapellenraum, der nach der Klostergründung zur Feier der Gottesdienste diente, mit vierzig Plätzen zu klein war, entschied man sich zu Beginn des Jahrs 1951, eine Klosterkirche zu erbauen. Der Auftrag erging an den ungarischen Künstler György Lehoczky, der bereits die Kapelle gestaltet hatte. Dieser beschrieb seinen architektonischen Leitgedanken wie folgt: „Diese Kirche soll also in erster Linie eine Burg gegen die unchristlichen Tendenzen unseres nur allzumenschlichen und eben heute so vielen Gefahren ausgesetzten Wesen sein. (…) Diese Kirche ist Gottes Haus, also des Menschen Burg. Das heißt, nicht nur ein Zufluchtsort, sondern auch (…) ein Posten, ein Wachturm.“ Den ersten Spatenstich für das neue Gotteshaus setzte man am 18. August 1951, am 30. September 1951 erfolgte die Grundsteinlegung. Bereits am 7. Dezember 1952  folgte die Einweihung der Kirche. In der Grundsteinlegungsurkunde vom 30. September 1951 heißt es im Hinblick auf den neuen Kirchenbau programmatisch:

„Im Jahre des Heils 1951 am Vorabend des der Rosenkranzkönigin geweihten Monats, gegen Ende des großen Jubiläumsjahres, in dessen Verlauf die Aufnahme der Gottesmutter in den Himmel zum Glaubensdogma erklärt wurde, im 13. Jahr der glorreichen Regierung Papst Pius XII., als Erzbischof Franz Rudolf Bornewasser den bischöflichen Stuhl in Trier innehatte, Johannes Hoffmann als Ministerpräsident die Geschicke des Saarlandes lenkte, Pater Michael Schulien Apostolischer Visitator, Gilbert Grandval Hoher Kommissar Frankreichs an der Saar war, als Leonardus Buijs als Generaloberer die Kongregation des Allerheiligsten Erlösers leitete, unter dem Provinizial der Norddeutschen Ordensprovinz Pater Dr. Josef Flesch und dem Rektor des Hauses Bous Pater Alfons Maria Reinstadler, als der hochwürdige Herr Johannes Strupp Dechant des Dekanates Wadgassen und Karl Quirin Pfarrer von Bous und Robert Jost Verwaltungsvorsteher des Amtsbezirkes Bous waren, da die Völker sich allmählich von dem Schrecken des furchbaren Zweiten Weltkrieges erholten und die weitgehend zerstörten Häuser und Städte wieder aufbauten – und als sie schon wieder anfingen zu fürchten in der Sorge um einen neuen Weltbrand, den die Mächte der Gottlosigkeit entzünden würden – wurde dieser Grundstein zum Aufbau einer neuen Kirche gelegt, auf dass sie als Trutzburg Gottes in den Stürmen der Gottlosigkeit stehe, dass sie als Wahrzeichen des Glaubens auf dem Berge die Menschen erinnere an das Notwendige und ihnen hellstrahlende Leuchte sei in den Finsternissen des Irrtums und der Gottlosigkeit und von hier aus die Ströme der göttlichen Lehre und des Erlösungswerkes Christi sich in das Land ergießen mögen zum wahren Wohle der Menschen. Im Vertrauen auf Gottes Schutz und die Fürsprache seiner heiligen Mutter, unserer lieben Frau von der immerwährenden Hilfe, zu deren Ehre dieses Gotteshaus errichtet werden soll, haben die Söhne des heiligen Alfons zwei Jahre nach ihrer Niederlassung an der Saar dies Werk trotz größter Schwierigkeiten begonnen unter der tatkräftigen Unterstützung und Anteilnahme der Behörden, der Freunde und Gönner des Klosters und des gesamten katholischen Volkes. Gewähre denn, allmächtiger und barmherziger Gott, dieses Werk huldvoll zu vollenden, dem Du ein glückliches Beginnen geschenkt. Verleihe allen Bewohnern der Gemeinde Bous und allen, die aus der Saarheimat vertrauensvoll zu diesem Gotteshaus kommen werden, hier Gnadentrost zu finden für alle Zeit.“

## Konvikt
Die Einrichtung einer Klosterschule, die vermutlich eine Hauptmotivation für die Klostergründung gewesen war, wurde zugunsten der Planungen zum Kirchbau zunächst aufgeschoben. Das Konvikt wurde zum Schuljahr 1950/1951 eröffnet. Wegen Personalmangels und aus finanziellen Gründen wurde es 1979 wieder geschlossen. Ehemalige Schüler der Redemptoristen-Internate in Bonn, Bous und Glanerbrug schlossen sich im Verein Missbrauchsopfer Josephinum Redemptoristen e. V. (MoJoRed) zusammen, um physischen oder psychischen Missbrauch in ihrer Schulzeit zu thematisieren.

## Schwerpunkte
Das Kloster Heiligenborn war in erster Linie ein Seelsorgekloster. Die Brüder von Heiligenborn bereisten die Kirchengemeinden des Saarlandes, um Wochen der Glaubenserneuerung, sogenannte Gemeindemissionen, anzubieten. Zudem halfen sie in der Seelsorge in den umliegenden Gemeinden und im nahe dem Kloster gelegenen Seniorenheim aus und baten ein umfangreiches Programm an seelsorglicher Tätigkeit (Gottesdienste, Exerzitien, Gespräche, Beichte) auch im Kloster selbst an. Hierfür stand die nach der Schließung des Konviktes erweiterte Begegnungsstätte zur Verfügung. Das Kloster war zudem bekannt für seine Orgelkonzerte an der Klaisorgel sowie die Meditations- und Ikonenschreibkurse.

## Profanierung der Klosterkirche / Auflösung des Redemptoristenklosters
Im Anschluss an den letzten Gottesdienst am 22. November 2009 wurde durch den Trierer Weihbischof Robert Brahm die Klosterkirche profaniert und das Redemptoristenkloster aufgelöst. Im September 2017 wurde das Kloster in einem Versteigerungsverfahren an einen Unternehmer verkauft.